# Monte di Bombiana
Il monte di Bombiana o monte Bombiana è un rilievo dell'alto Appennino bolognese, gravitante sull'omonima frazione del comune di Gaggio Montano. Il monte è lambito dalla ex strada statale n.623, che collega Modena con Gaggio Montano ed è raggiungibile sia da Bombiana, sia da Abetaia, un'altra frazione di Gaggio Montano.
Il massiccio del monte, molto esteso in lunghezza, segna lo spartiacque tra le valli dei torrenti Silla (a sud), Marano (a nord) e del fiume Reno (a est); esso comprende le seguenti vette:
- Monte di Bombiana (883 m);
- Monte dell'Orso (860 m), una cima poco spostata verso nord.

Le pendici del monte sono costituite da una vegetazione piuttosto rada, principalmente a causa della composizione argillosa dei terreni, spesso a rischio di frane. Dal massiccio nascono parecchi rivoli, molti dei quali restano asciutti durante l'estate per via della forte capacità drenante del suolo: i maggiori sono il rio Parcoreggio del Molinazzo e il rio Grande, entrambi affluenti da sinistra del Reno.